# 塞尼耶哈德國家公園
塞尼耶哈德國家公園（阿拉伯语：‎），是阿爾及利亞的國家公園，位於該國北部，由提塞姆西勒特省負責管轄，成立於1983年，面積34平方公里，是遠足的熱門地點。